# Convoyeuses de l'air
Pour les articles homonymes, voir CVA.
Les convoyeuses de l'air (CVA) sont, historiquement depuis 1945 dans l'Armée de l'air française, des infirmières militaires spécialisées dans le rapatriement et l'évacuation sanitaire par voie aérienne. Elles ont participé aux rapatriements sanitaires pendant la guerre d'Indochine et la guerre d'Algérie. Plusieurs y sont mortes pour la France et certaines, comme Geneviève de Galard, sont devenues célèbres.
En 2007, le statut d'infirmier convoyeur de l'armée de l'air (ICvAA) est créé pour des sous-officiers du service de santé des armées et reprend une partie du métier. Ils sont héritiers des traditions du métier de convoyeuse de l'air.

## Histoire

### Pionnières

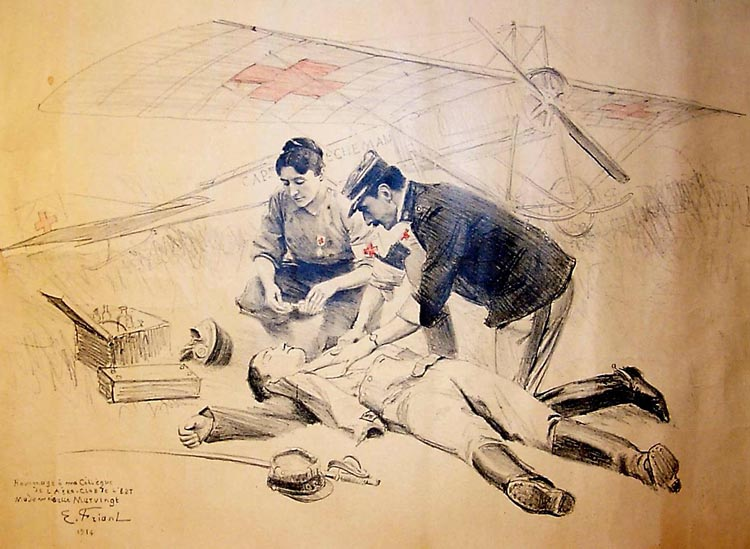
Dessin d'Émile Friant représentant le projet d'aviation ambulance de Marie Marvingt, 1914.

Marie Marvingt, pionnière de l'aviation et infirmière expérimentée, est convaincue dès la Première Guerre mondiale du rôle prépondérant que peut jouer une aviation sanitaire pour raccourcir les délais de traitement des grands blessés. Après la tentative infructueuse de construire un avion sanitaire, c'est tout naturellement qu'elle inaugure, dans les années 1930, les secouristes de l'air et devient la première membre des Infirmières pilotes secouristes de l'air (IPSA). Elle reçoit son diplôme des mains de Yolande de Noailles et le maréchal Franchet d’Esperey préside le baptême de la première promotion. Elle est aussi chargée par le médecin général Cadiot, directeur du service de santé de Paris, d'établir le premier programme des cours aéronautiques et médicaux pour pilotes et infirmières secouristes de l'air.
Ce personnel est constitué au sein de la section aviation de la Croix-Rouge française. À la fin de la Seconde Guerre mondiale, le ministère des Prisonniers et Déportés fait appel à ces infirmières spécialisées pour rapatrier les prisonniers et déportés de l'Europe entière. Une équipe de bénévoles est rapidement mise sur pied par Aliette Bréguet assistée de Guite de Guyancourt et Simone Danloux. Puis c'est le ministère des Colonies qui fait appel à leurs compétences,.

### Naissance des convoyeuses de l'Air
Charles Tillon, ministre de l'Air, crée en juin 1945 le Groupement des moyens militaires de transport aérien (GMMTA), dans lequel se met en place en juin 1946 la section des convoyeuses de l'Air, réservées aux jeunes femmes de 25 à 35 ans. D'abord sous statut personnel civil assimilé officier, elles accèdent au statut militaire en 1952 par le décret du 15 octobre 1951,.
Début 1946, Marie-Thérèse Palu (dite Marithé) remplace Aliette Bréguet à la direction du service des convoyages et obtient le rattachement du service au GMMTA, ce qui permet de faire de ce nouveau métier une profession à part entière. Pendant leur période au GMMTA, elles deviennent « Assistantes de bord » à bord des Dakotas et Junkers militaires.
Le titre officiel de convoyeuse de l'air est créé en avril 1947, et aura été conféré au total à 107 jeunes femmes à l'issue d'un concours, nécessitant un stage probatoire de trois mois et 300 heures de vol. L'effectif des convoyeuses est alors fixé à 35. La première promotion ne compte que 20 recrues.
Le règlement leur impose un uniforme peu adapté à leur travail : chapeau à larges bords, bas et gants blancs. Les convoyeuses de l'air sont militaires et font partie du personnel navigant. Elles sont sous les ordres d'une convoyeuse principale, elle-même sous les ordres du général commandant le GMMTA. Les convoyeurs de l'air sont titulaires du brevet de convoyeur de l'air, brevet de l'Armée de l'air.

### Guerre d'Indochine
Lors de la guerre d'Indochine, la convoyeuse de l'air Geneviève de Galard est faite prisonnière par le Vietminh lors d'une évacuation sanitaire ; sa libération, le 24 mai 1954, est un évènement médiatique. À cette date, 79 femmes sont devenues convoyeuses de l'air.

#### Convoyeuses de l'air en mission à Dien Bien Phu, Viêtnam
- Paule Bernard (dite Carmen)
- Aimée Clavel (dite Pepita)
- Yvonne Cozannet (dite Coco)
- Michaela de Clermont-Tonnerre (dite Boum)
- Geneviève de Galard
- Albertine Othnin-Girard
- Élisabeth Gras (dite Lisbeth)
- Brigitte de Kergorlay (dite La mouche)
- Arlette de La Loyere
- Valérie de La Renaudie
- Christine de Lestrade (1951)
- Chantal Mees (1951)
- Yolande Le Loc
- Michelle Lesueur
- Marie-Pierre de Montgolfier
- Solange de Peyerimhoff
- Alberte Othnin Girard

### Motivations des convoyeuses de l'Air
Ces femmes sont le plus souvent issues de familles militaires, et plus particulièrement de familles d'officiers et de familles nobles ; elles évoquent en particulier un sens du devoir et de l'honneur. Le traumatisme de la Seconde Guerre mondiale est aussi source de motivation : Christine de Lestrade parle ainsi de la destruction de son logement familial ainsi que de la déportation de son père et de son frère comme motivation à son engagement.
Une autre motivation est la volonté de partir ; le recrutement insiste sur la forte présence, au cours de la carrière de convoyeuse, de séjours en Indochine, en Afrique du Nord ou en Afrique-Occidentale française ; les récits d'aviateurs et d'espionnage, tels que ceux de Jules Roy ou de Graham Greene, alimentent un rêve d'ailleurs, particulièrement en ce qui concerne l'Indochine.

### Recueil de témoignages oraux
À partir de 1974, le général Charles Christienne, chef du Service historique de l'armée de l'air (SHAA), entame une politique de conservation de la mémoire orale de l'armée de l'air, et notamment celle des convoyeuses de l'air. Une quinzaine d'entre elles sont interviewées entre 1982 et 1986, et leur parole est conservée au Service historique de la Défense (SHD), fond Histoire orale,, :
| No  | Grade                                                                      | Nom                                           | Date                                                                                   | Lieu           |            |
| --- | -------------------------------------------------------------------------- | --------------------------------------------- | -------------------------------------------------------------------------------------- | -------------- | ---------- |
| 470 | Convoyeuse de 2e cl.                                                       | Aimée Calvel (ép. Borgeaud)                   | 23 octobre 1986                                                                        | Paris          | [ 4 - 1 ]  |
| 404 | Capitaine                                                                  | Michaëla de Clermont-Tonnerre                 | 16 novembre 1984                                                                       | Paris          | [ 3 - 1 ]  |
| 409 | Convoyeuse de 2e cl.                                                       | Chantal de Cotton (ép. Mées)                  | 12 décembre 1984                                                                       | Courbevoie     | [ 3 - 2 ]  |
| 418 | Convoyeuse de 1re cl.                                                      | Marguerite Ducrocquet de Guyencourt           | 4 mars 1985                                                                            | SHAA           | [ 4 - 2 ]  |
| 400 | Sous-lieutenant                                                            | Geneviève de Galard Terraube (ép. de Heaulme) | 2 octobre 1984                                                                         | Paris          | [ 3 - 3 ]  |
| 297 | Capitaine                                                                  | Germaine Giner                                | 10 juin 1982                                                                           | Nice           | [ 3 - 4 ]  |
| 405 | Convoyeuse de 2e cl.                                                       | Élisabeth Gras                                | 19 novembre 1984 4 février 1985                                                        | Paris          | [ 3 - 5 ]  |
| 419 | Convoyeuse de 2e cl.                                                       | Anne-Marie Jeannerod (ép. Marchal)            | 14 mars 1985                                                                           | Bourg-la-Reine | [ 4 - 3 ]  |
| 412 | Convoyeuse de 2e cl.                                                       | Brigitte de Kergorlay                         | 31 janvier 1985                                                                        | Paris          | [ 4 - 4 ]  |
| 429 | Convoyeuse de 3e cl.                                                       | Élisabeth de Langre                           | 3 juin 1985                                                                            | SHAA           | [ 4 - 5 ]  |
| 406 | Convoyeuse de 1re cl.                                                      | Valérie de La Renaudie                        | 29 novembre 1984                                                                       | Paris          | [ 3 - 6 ]  |
| 403 | Convoyeuse de 2e cl.                                                       | Christine de Lestrade de Conty (ép. Clément)  | 12 novembre 1984                                                                       | Paris          | [ 3 - 7 ]  |
| 399 | Convoyeuse de 1re cl. (chargée de la direction du service des convoyeuses) | Thérèse de Lioncourt                          | 24 sept., 1er et 16 oct. 1984 14 et 28 nov., 12 déc. 1984 25 janv., 11 et 21 fév. 1985 | Paris SHAA     | [ 3 - 8 ]  |
| 402 | Capitaine                                                                  | Monique Marescot du Thilleul                  | 9 novembre 1984                                                                        | Paris          | [ 3 - 9 ]  |
| 286 |                                                                            | Marie-Thérèse Palu (ép. Barberon)             | 19 avril 1982 28 février 1984                                                          | Paris          | [ 3 - 10 ] |
| 423 | Lieutenant-colonel                                                         | Solange Roy                                   | 16 et 23 avril 1985                                                                    | SHAA           | [ 4 - 6 ]  |
| 413 | Convoyeuse de 2e cl.                                                       | Antoinette Ruinard de Brimont                 | 5 et 12 février 1985                                                                   | Paris          | [ 4 - 7 ]  |
| 407 | Lieutenant                                                                 | France de Touchet (ép. de Villepin)           | 4 décembre 1984                                                                        | Paris          | [ 3 - 11 ] |

### Quelques convoyeuses de l'air célèbres

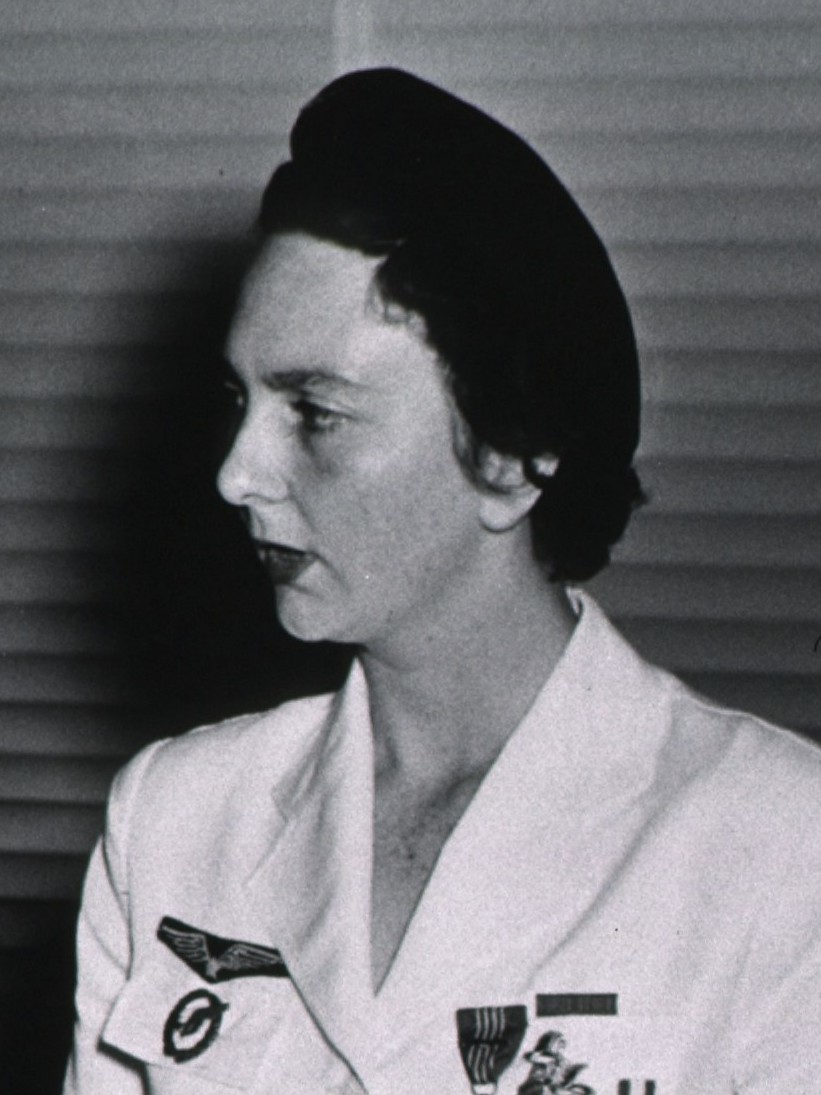
Geneviève de Galard en 1954.

Marie-Thérèse Palu (épouse Barberon) est désignée en novembre 1945 par le général Martial Valin pour organiser le service des convoyages : elle possédait des qualités de chef et un sens inné de l'organisation. Première chef des convoyeuses, elle organisa le premier recrutement et raconta son épopée dans le livre Convoyeuses de l'air publié en 1957 aux Éditions du Siamois,.
Valérie de la Renaudie est la cheville ouvrière de l'organisation. Titulaire de la Légion d'honneur, de la croix de guerre des TOE avec palmes, de la croix de la Valeur militaire avec étoile, de la médaille de l'Aéronautique, de la médaille d'honneur du service de santé des armées, elle a témoigné de son expérience dans son livre Sur les routes du ciel,.
Geneviève de Galard (épouse de Haulmes), engagée en Indochine, fut (officiellement) la seule femme présente lors de la reddition des troupes françaises à la fin de la bataille de Diên Biên Phu. Elle est l'auteur du livre Une femme à Dien Bien Phu, publié en 2003 aux Arènes,. Son engagement est également mentionné par le docteur Paul-Henri Grauwin, auteur de J'étais médecin à Dien Bien Phu et Seulement médecin, et au travers du livre Merci, Toubib des chirurgiens Jean Thuriès, Ernest Hantz et Jacques Aulong. À son retour à Paris, elle avait reçu une lettre signée de six officiers parachutistes du 11e choc. Ils lui écrivaient : « Laissez de côté toute propagande et publicité. Nos camarades n'ont point besoin d'articles ni de films. L'Histoire les jugera. Vous étiez avec eux, c'est suffisant… » Dans l'avant-propos de son livre, Geneviève de Haulmes explique comment cette réserve a constitué sa règle de vie.
Paule Bernard (née Dupont, 1920–1974) ancienne résistante, est recrutée en 1949 par la Croix-Rouge française comme infirmière pilote secouriste de l'air (IPSA) jusqu'en 1955 ; elle effectue 130 missions de guerre, dont sa participation à l'évacuation des soldats prisonniers de Diên Biên Phû. Elle devient ensuite journaliste et publie son autobiographie en 1959,.

### Convoyeuses de l'air disparues en mission
- Berthe Finat, dont l'avion s'est écrasé au Maroc. Elle était la sœur de Maurice Finat, qui s'était tué en revenant d'une tentative de record de vitesse à Tananarive avec Paul de Forges.
- Geneviève du Breuil Hélion de la Guéronnière.
- Lucienne Just en 1947.
- Béatrix de L'Épine, trouve la mort à une heure d'Hanoï, sur le Paris-Saigon, le 2 novembre 1948.
- Cécile Idrac en 1949.
- Geneviève Roure (fille du général Albert Roure), après 4 100 heures de vol, trouve la mort à Gao en 1951 alors qu'elle tentait de sauver les passagers de la carcasse de l'avion en feu.
- Gisèle Pons, en 1951. Âgée de 27 ans, licenciée en droit, infirmière DE, elle n'avait effectué que 250 heures de vol quand son appareil s'est écrasé à l'atterrissage.
- Jacqueline Domergue, dite Jaïc (1924–1957) tuée lors d'une évacuation sanitaire héliportée le 29 novembre 1957 à L'Arba en Algérie[1].
- Chantal Jourdy à Tizi Ouzou, le 8 décembre 1959, tuée au cours d'une évacuation sanitaire à bord d'hélicoptères H-34[12],[1].

## Nouveau statut: infirmier convoyeur de l'armée de l'air (ICvAA)
Depuis 2007, les militaires infirmiers et techniciens des hôpitaux des armées (MITHA) brevetés infirmiers convoyeurs de l'armée de l'air (ICvAA) remplacent les Convoyeuses de l'Air. Ces infirmiers sous-officiers régis par le statut de MITHA ne bénéficient pas de celui de personnel navigant mais d'un statut d'assimilé navigant.
En septembre 2004, les Convoyeurs de l'Air sont regroupés dans une nouvelle entité de l'armée de l'air, l'escadrille aérosanitaire 6/560 Étampes, dont  le nouveau statut met fin à la division des convoyeurs de l'air au sein du Commandement de la force aérienne de projection (CFAP). Cette escadrille est depuis lors sous commandement de la brigade aérienne d'appui et de projection (BAAP) au sein du commandement des forces aériennes (CFA) de l'armée de l'air française.
Le concours permettant d'accéder à ce statut est suspendu en 2005.
Éléments d'équipage aéronautique militaire au sein des escadrons de transport de la brigade aérienne d'appui-projection de l'armée de l'air française, les convoyeurs de l'air (CVA) et infirmiers convoyeurs de l'armée de l'air (ICvAA) sont regroupés au sein de l'escadrille aérosanitaire 6/560 Étampes, stationnée sur la base aérienne 107 Villacoublay de Vélizy-Villacoublay, ainsi que sur la base aérienne 125 Istres-Le Tubé à Istres dans une antenne de l'escadrille aérosanitaire 07/560, créée depuis septembre 2019.
Les nouveaux ICvAA sont recrutés par prospection depuis 2007 parmi le corps des sous-officiers MITHA du Service de santé des armées. Les infirmiers convoyeurs de l'armée de l'air sont choisis après un minimum de trois années d'expérience de pratique infirmière et de maintien dans l'unité avant le dépôt de candidature à la direction centrale du Service de santé des armées (DCSSA). Ils suivent une formation s'étendant sur un peu moins d'un an, nécessitant de réussir diverses qualifications. Leur brevet est réévalué chaque année pour maintenir le niveau opérationnel des convoyeurs.
Un prérequis en langue anglaise est demandé pour l'obtention du statut d'instructeur en cours de carrière au sein de l'unité.
Les missions Medevac d'importance au sein de l'armée de l'air sont armées d'un ou de plusieurs CVA ou ICvAA suivant le niveau de soutien à apporter aux équipages et aux patients évacués.

### Missions des infirmiers convoyeurs de l'armée de l'air
Les missions sont celles de l'escadrille aérosanitaire 6/560 Étampes, unité à laquelle ils sont tous affectés. Membres d'équipages de l'Armée de l'air, utilisant des avions ou des hélicoptères, ils sont chargés de l'exploitation des moyens médicaux des aéronefs médicalisés lors des missions qui leur sont confiées,.
Ces missions comportent notamment : 
- les évacuations médicales stratégiques individuelles ou collectives (Plan Morphée) ;
- les évacuations médicales tactiques ;
- les missions de soutien lors des évacuations de ressortissants français ou au profit de pays alliés ou humanitaire ;
- le transport des ressortissants de la défense et de leur famille ;
- les missions de soutien médical lors des vols officiels au profit des hautes autorités de l'État français ;
- les exercices interarmées et interalliés ;
- expérimentations et mise au point des versions médicalisées des nouveaux aéronefs (Falcon 2000, A400M)[13].

Les ICVAA et les Convoyeurs de l’Air exercent leurs fonctions à bord des aéronefs des forces aériennes :
- avions tactiques : C-160 Transall, Lockheed C-130 Hercules, CASA CN-235, Boeing KC-135 Stratotanker, Airbus A400M ;
- avions logistiques : Airbus A310, Airbus A340, Airbus A330 ;
- avions gouvernementaux : Dassault Falcon 900, Dassault Falcon 2000 ;
- hélicoptères : Eurocopter SA330 Puma, Eurocopter EC725, Eurocopter AS350 Fennec.

Ils exercent aussi leurs fonctions à bord des aéronefs du Commandement européen du transport aérien (EATC).
Dans le futur : 
- avions tactiques : C-130 version J ;
- avions stratégiques A330 MRTT.

## Insignes de spécialité
- Convoyeur de l'air - CVA - Personnel navigant de l'Armée de l'air - 1946 : représente un feuillage de chêne, une étoile, une paire d'ailes et une croix de Malte[16],[17],[18].
- Infirmier convoyeur de l'armée de l'air - ICvAA - Personnel MITHA du Service de santé des armées - 2008.

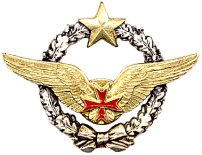
Brevet de convoyeur de l'air (CVA).
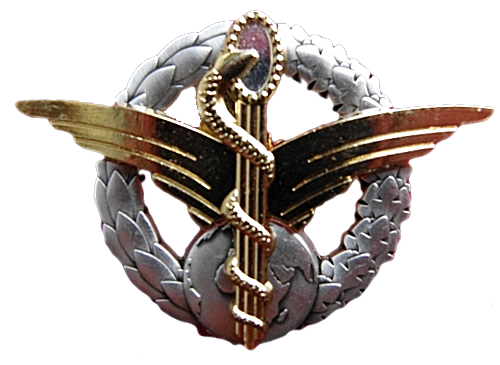
Brevet d'infirmier convoyeur de l'armée de l'air (ICvAA).

### Autobiographies
- Marie-Thérèse Palu (préf. général Martial Valin), Convoyeuses de l'air, Paris, Éditions du Siamois, 1957, 208 p. (BNF 32505510).
- Paule Bernard, Lotus, Opium et Kimonos, Paris, Robert Laffont, 1959, 286 p. (BNF 32919990).
- Valérie de La Renaudie (préf. Geneviève de Galard, avant-propos André Turcat), Sur les routes du ciel : Les Convoyeuses de l'Air, Paris, Nouvelles Éditions latines, 1996, 342 p. (ISBN 2-7233-0524-4, lire en ligne).
- Geneviève de Galard (avec la collab. de Béatrice Bazil), Une Femme à Dien Bien Phu, Paris, Les Arènes, 2003, 288 p. (ISBN 2-912485-54-1).